# 創聖のアクエリオン Myth of Emotions Ver./告白
「創聖のアクエリオン Myth of Emotions Ver./告白」（そうせいのアクエリオン ミィス オブ エモーションズ バージョン/こくはく）は、AKINO from bless4と福山芳樹のシングル。2025年2月19日にFlyingDogからリリースされた。

## 音楽性
表題曲「創聖のアクエリオン Myth of Emotions Ver.」は、アクエリオンシリーズ4作目となる『想星のアクエリオン Myth of Emotions』のOPテーマ。オリジナルVer.のアーティストであるAKINO from bless4と、FIRE BOMBERやJAM Projectで知られる福山芳樹の2人による迫力満点のデュエットとなっており、アニメの企画の初期段階から原点回帰の意味で「創聖のアクエリオン」の別バージョンにすることが決定していたという。編曲は『新世紀エヴァンゲリオン』などの音楽で知られる世界的作曲家・鷺巣詩郎が担当している。
同アニメEDテーマとして採用された「告白」は、AKINO from bless4のソロ楽曲であり、作曲は菅野よう子が担当。シリーズ2期『アクエリオンEVOL』以来13年ぶりとなるタッグが実現した。
本楽曲についてAKINOは、「「創聖のアクエリオン」は自分の気持ちをストレートに「愛してる」と伝える楽曲ですけど、自分の気持ちを100％出すって難しいことですよね。自分も初めて恋をした時、昂る気持ちとは反対の言葉を言ったり、恥ずかしさが勝ったり、ということがありました。「告白」はそういう複雑な気持ちを表現した楽曲です。出だし部分では葛藤する心の声を表現しています。あと、〈抱きしめてほしい〉〈誰かにそばにいてほしい〉という気持ちやいろいろな感情を込めて歌っています」と述べている。
また、音楽プロデュースを担当した菅野よう子は、AKINOの歌唱力に対し、「全然衰えてない」「良くなっている」と絶賛していたという。
c/wには今作のメインキャストである花守ゆみり、和氣あず未が歌唱する「創聖のアクエリオン」新キャストVer.を収録。

## シングルリリース
本作の発売は、2024年12月19日にXをはじめとするSNSにおいて発表された。
また、2月19日のCDリリースに先立ち、1月10日0時より「創聖のアクエリオン Myth of Emotions Ver.」・「告白」の先行配信が開始された。
| 地域     | 発売日        | タイトル                                                | 規格品番    | 規格                                  |
| -------- | ------------- | ------------------------------------------------------- | ----------- | ------------------------------------- |
| 日本の旗 | 2025年1月10日 | 「創聖のアクエリオン Myth of Emotions Ver.」            | VE3WT-11430 | ストリーミング デジタル・ダウンロード |
| 日本の旗 | 2025年1月10日 | 「告白」                                                | VE3WT-11439 | ストリーミング デジタル・ダウンロード |
| 日本の旗 | 2025年2月19日 | 「創聖のアクエリオン Myth of Emotions Ver./告白」       | VTCL-35381  | フィジカルCD                          |
| 日本の旗 | 2025年3月14日 | 「創聖のアクエリオン Myth of Emotions Ver.（TV Size）」 | VEATP-43799 | ストリーミング デジタル・ダウンロード |
| 日本の旗 | 2025年3月14日 | 「告白（TV Size）」                                     | VEATP-43799 | ストリーミング デジタル・ダウンロード |

## プロモーション／マーケティング
数量限定（初回生産分）で、歌唱アーティストであるAKINOと福山芳樹、原作者・河森正治、監督・糸曽賢志の直筆サイン入りアナザージャケットがランダムで100枚のみ封入された。

## 評価
CDジャーナルは、「大ヒット曲「創聖のアクエリオン」を鷺巣詩郎がアレンジした迫力のナンバーに仕上がっている」と評した。

## ミュージック・ビデオ
本作「創聖のアクエリオン Myth of Emotions Ver.」と「告白」にはミュージック・ビデオが存在する。
2025年1月17日0時にFlyingDog公式YouTubeチャンネルにおいて、「創聖のアクエリオン Myth of Emotions Ver.」が公開された。芸人のほしのディスコ（パーパー）、ハリウッドザコシショウ、キンタロー。が出演。シリーズを象徴する三位一体をテーマに、アニメの舞台である神奈川県藤沢市江の島で幻のしらす丼を作るという内容になっている。
また、同年2月14日0時には「告白」のアニメーションミュージック・ビデオも同チャンネルにおいて公開された。

## ライヴ・パフォーマンス
3月9日、本作の発売を記念したリリースイベントがイオンモール幕張新都心で開催された。

## チャート成績
| チャート                                         | 最高位 |
| ------------------------------------------------ | ------ |
| オリコンデイリー（25/2/18付）                    | 23位   |
| オリコン週間（25/3/3付）                         | 41位   |
| オリコン週間アニメシングルランキング（25/3/3付） | 20位   |

## シングル収録曲

### シングルCD
シングル収録曲の全作曲を菅野よう子が担当しており、2曲目の「告白」は今作で監督を務めた糸曽賢志との共同作詞。
| #         | タイトル                                                     | 作詞                  | 作曲・編曲 | 編曲                | 時間 |
| --------- | ------------------------------------------------------------ | --------------------- | ---------- | ------------------- | ---- |
| 1.        | 「創聖のアクエリオン Myth of Emotions Ver.」                 | 岩里祐穂              | 4:52       | CHOKKAKU / 鷺巣詩郎 | 4:35 |
| 2.        | 「告白」                                                     | 菅野よう子 / 糸曽賢志 |            | 菅野よう子          | 4:11 |
| 3.        | 「創聖のアクエリオン 私立江ノ島学園Ver.」                    | 岩里祐穂              |            | 菅野よう子          | 4:45 |
| 4.        | 「創聖のアクエリオン Myth of Emotions Ver.（Instrumental）」 |                       |            |                     | 4:35 |
| 5.        | 「告白（Instrumental）」                                     |                       |            |                     | 4:11 |
| 合計時間: | 合計時間:                                                    | 合計時間:             | 合計時間:  | 22:20               |      |

### 歌唱名義
| 創聖のアクエリオンMyth of Emotions Ver. | AKINO from bless4・福山芳樹                                        |
| 告白                                    | AKINO from bless4                                                  |
| 創聖のアクエリオン 私立江ノ島学園Ver.   | オオトリサッコ（CV：花守ゆみり）、アマハモモヒメ（CV：和氣あず未） |

## メディアでの使用
| 創聖のアクエリオン Myth of Emotions Ver. | テレビアニメ『想星のアクエリオン Myth of Emotions』OPテーマ |
| 告白                                     | テレビアニメ『想星のアクエリオン Myth of Emotions』EDテーマ |

## 収録アルバム
| 楽曲                                     | アルバム | 発売日 |
| ---------------------------------------- | -------- | ------ |
| 創聖のアクエリオン Myth of Emotions Ver. | 未公表   | 未公表 |
| 告白                                     | 未公表   | 未公表 |

## スタッフ・クレジット

### スタッフ
- Music Producer：佐々木史朗 / 篠崎稜太（FlyingDog）
- Artist Manager
  - AKINO from bless4：YOSHI川満 / 川満スティーブ証（川満アート・テイメント）
  - 福山芳樹：寒河江康隆 / 渡邊歌奈子（MOJOST）
- Artist Promoter：近藤真理子 / 久保里恵菜（FlyingDog）
- Sales Planner：山下宏（FlyingDog）/ 赤塔直美（Victor Entertainment）
- Digital Sales Planner：米谷秀人（Victor Entertainment）
- Mastering engineer：袴田剛史（FLAIR）
- Studio：VICTOR STUDIO
- Art Direction and Design：吉野磨衣子
- Photographer：江隈麗志（C-LOVe CREATORS）
- Hair & Make-up
  - AKINO from bless4：ERICO K2
  - 福山芳樹：田中裕子
- Styling
  - AKINO from bless4：美YOU-T（セルフブランド）
  - 福山芳樹：福山恭子
- Editor：藤田奈美（Victer Entertainment）

### 参加ミュージシャン
01.「創聖のアクエリオン Myth of Emotions Ver.」
- Arranged by CHOKKAKU / 鷺巣詩郎
- Strings edit and treatment：George Murphy / 鷺巣詩郎
- Violin and viola：門脇大輔 / Anne Gravoin
- Cello：村中俊之
- Guitar・bass & programming：CHOKKAKU
- Programming：鷺巣詩郎
- Recording engineer：George Murphy / 鷺集詩郎
- Mixing engineer：川口昌浩

02.「告白」
- Keyboards：菅野よう子
- Synthesizer manipulate：浦田恵司
- Strings：室屋光一郎
- Violin
  - 1st：室屋光一郎 / 對馬哲男 / 浮村恵梨子 / 今岡秀輝
  - 2nd：小寺里奈 / 武田桃子 / 榊渚
- Viola：榎戸崇浩 / 島岡智子
- Cello：水野由紀 / 宮尾悠
- Contrabass：赤池光治
- Recording and Mixing engineer：藪原正史

### Special thanks
- 河森正治 & 糸曽賢志